# 계양중학교 축구부
계양중학교 축구부는 인천광역시에 위치한 계양중학교의 축구부이다. 계양중학교가 운영하는 축구부로 2013년에 창단하였다.

## 같이 보기
- 계양중학교